# Бразилско жиу-жицу
Бразилското жиу-жицу, което често е наричано за по-кратко BJJ (от английски: Brazilian jiu-jitsu), е едно от най-използваните бойни изкуства при свободните двубои ММА. Това е бойна система, която еволюира паралелно с MMA спорта. Много от практикуващите имат за основа други бойни изкуства, включващи захвати и ключове, като джудо и самбо. Освен че бразилското жиу-жицу е неизменна част от тренировките по смесените бойни изкуства ММА, то се практикува и като отделен спорт от много хора по света. Състезания по бразилско жиу-жицу се провеждат в много страни и предлагат на всички трениращи да опитат уменията си.

## Произход на бразилското жиу-жицу
Бразилското жиу-жицу е бойно изкуство, съчетаващо в себе си както боен спорт, така и система за самоотбрана, което се фокусира върху граплинга и по-специално играта на земя. Изкуството произхожда от японските бойни изкуства – традиционно жиу-жицу и кодокан джудо и се заражда в началото на XX век, когато в Бразилия с тези спортове започват да се занимават братята Карлос и Хелио Грейси, които в крайна сметка видоизменят и подобряват много от вече известните техники от тези спортове.

## Тренировки по бразилско жиу-жицу
Тренировките по бразилско жиу-жицу могат да помогнат в подготовката за състезания по граплинг, както с ГИ така и без ГИ (кимоно). Тренировъчният спаринг (обикновено наричан още „rolling”) и упражненията с партньор (в реално време) играят основна роля в подготовката. Възнаграждението на усилията на трениращия, което се базира на представянето му и реалните му технически умения, особено по време на състезания, се изразява посредством коланите, които демонстрират степента на знания и умения. 

## Колани в бразилското жиу-жицу
Цветовете на коланите се разделят на такива за деца и юноши и за възрастни. За деца и юноши коланите са бял, сив, жълт и оранжев. При достигане на необходимата възраст, следващият колан е синят. При възрастните цветовете на коланите са бял, син, лилав, кафяв и черен. Както при децата, така и при възрастните, коланите имат черен правоъгълник, върху който се слагат ленти (макс. 4 ленти), които показват напредъка на трениращия. Бразилското жиу-жицу е един от най-консервативните спортове, що се отнася до преминаването към по-висок колан. 

## Български спортисти
Сред българите, които се отличават в бразилско жиу-жицу са състезаващите се треньори и ръководители на клубове Владислав Генов многократен златен медалист в международни състезания на черни колани (Combat Wrestling 2016 – вицесветовен шампион на черни колани) и други, Константин Николов (IBJJF 2018 – вицесветовен шампион на кафяви колани, дивизия Master 3), Стилиян Георгиев (IBJJF – двукратен европейски шампион 2018 – син колан и 2019 – лилав колан, дивизия Master 1), Николай Николов (IBJJF – 2016 – вицеевропейски шампион на сини колани, 2017 – европейски шампион на сини колани, 2018 – вицеевропейски на абсолютна категория и световен шампион на лилави колани, Master 2), Иво Евгениев (IBJJF – 2018 – европейски шампион на лилави колани, дивизия Master 4), Даниел Евгениев (IBJJF – 2017 – европейски шампион без ги, дивизия мъже), Дейвид Мишел, Любомир Геджев, Младен Рашков, председателя на БФ BJJ Христо Христов, братята Борислав Кирилов и Владимир Джаркълов както и националите по свободна борба, джудо и самбо, които редовно вземат участие на организираните турнири.